# سینا کرونی
مصطفی قلی خان کرونی (متخلص به سینا) و نامی به سینا کرونی فرزند ملک محمد، در رمضان ۱۲۹۳ ه. ق در منطقه‌ی کرونِ اصفهان به دنیا آمد.

## زندگی
از تحصیلات قدیمی برخودار بود. پس از مهاجرت به اصفهان، به شغل آموزگاری مشغول شد و با حضور در محافل شعر اصفهان، هم چون انجمن میرزا عباس خان شیدا که در ۱۳۳۴ ق تشکیل شد به ساختن انواع شعر، به ویژه قصیده و غزل مشغول شد.
سینا کرونی هیچ گاه ازدواج نکرد و در اواخر عمر به جنون مبتلا شد و در ۱۳۵۳ ق جنازه‌اش را در یکی از چاه‌های قنات‌های سده و اندان پیدا کردند.

## دیوان سروده‌ها
دیوان سینا کرونی در سال ۱۳۲۵ ق در ۲۳۸ صفحه، به صورت چاپ سنگی منتشر شده است.
خود «سینا کرونی» قطعه زیر را در تاریخ چاپ دیوان خود سروده است:
| از بعد هزار و سيصد و بيست  |  | گر زان كه بر او فزون كني پنج |
| از رنج من و ز لطف يزدان    |  | اندوخته شد ز خامه، اين گنج   |
| دانستن انتهاي اين رنج      |  | كس را نرسد به جز سخن‌سنج      |
| با اين همه رنج شادم از آنك |  | كس گنج نبرده است بي‌رنج       |

## نمونهٔ سروده‌ها
| خورشید رخی راه قمر می‌زد و می‌رفت     |  | آتش به دل اهل نظر می‌زد و می‌رفت      |
| چون پای نهادی به زمین در فلک از حسن |  | خورشید رخش ره به قمر می‌زد و می‌رفت   |
| بر باد دهم جان و دل خویش که بر خاک  |  | در پیش گل روی تو سر می‌زد و می‌رفت    |
| با چهره افروخته بر هر که گذر کرد    |  | آتش به دل سوخته در می‌زد و می‌رفت     |
| آن تنگ دهان چون لب شیرین بگشودی     |  | بس خنده که بر تنگ شکر می‌زد و می‌رفت  |
| مجنون تو بسیار بدیدیم چو فرهاد      |  | کز عشق تو بر کوه و کمر می‌زد و می‌رفت |
| نازم صنمی را که به هر روز ز وعده    |  | بر آب لبش نقش دگر می‌زد و می‌رفت      |
| از عشق بتی، سیم تنی، منطق سینا      |  | در نظم سخن سکه به زر می‌زد و می‌رفت   |

| به جهان تا اثري هست ز آب و گل ما     |  | نيست جز مهر تو اي جانِ جهان، در دل ما |
| تا به سوداي سر زلف تو، دل بنهاديم    |  | جز پريشاني خاطر، نبود حاصل ما        |
| از پي معرفت عشق، بياور جامي          |  | كه جز از باده دگر حل نشود مشكل ما    |
| اين جدايي نفتادي به ميان من و يار    |  | نشدي گر تن خاكي به ميان، حائل ما     |
| تا غم روي تو در دل بنهفتم جانا       |  | عالمي گشته ز فيض غم دل، مايل ما      |
| تا كه خونريزي چشم تو نديدند به چشم   |  | كس ندانست ز مردم كه بود قاتل ما      |
| نيستم بيش ز جاني و از آن مي‌ترسم      |  | كه قبولت نشود تحفه ناقابل ما         |
| دل به دنيا چو نهادم خبر از جان برسيد |  | رخت بر بند كه اين جا نبود منزل ما    |
| گر چو «سينا» هوس باده كنم نيست عجب   |  | كه بر اين آب سرشتند از اول گل ما     |

## پانوشت
1. 1 2  دیباچه دیار نون؛ ص 187
2. ↑  دیوان مصطفی قلی‌خان کرونی؛ ص 12
3. ↑  دیوان مصطفی قلی خان کرونی، ص 100 و 101